# 基督教会座堂 (温哥华)
基督教会座堂（Christ Church Cathedral）是加拿大圣公会新威斯敏斯特教区的主教座堂。位于不列颠哥伦比亚温哥华布勒街690号，溫哥華酒店对面。

## 历史
该堂于1889年10月开工。待筹款成功后，1894年7月28日奠基，1895年2月17日献堂。哥特式风格。
1971年，该堂计划拆除教堂，改建高层建筑，但遭公众反对，在1976年列为遗产建筑加以保护。

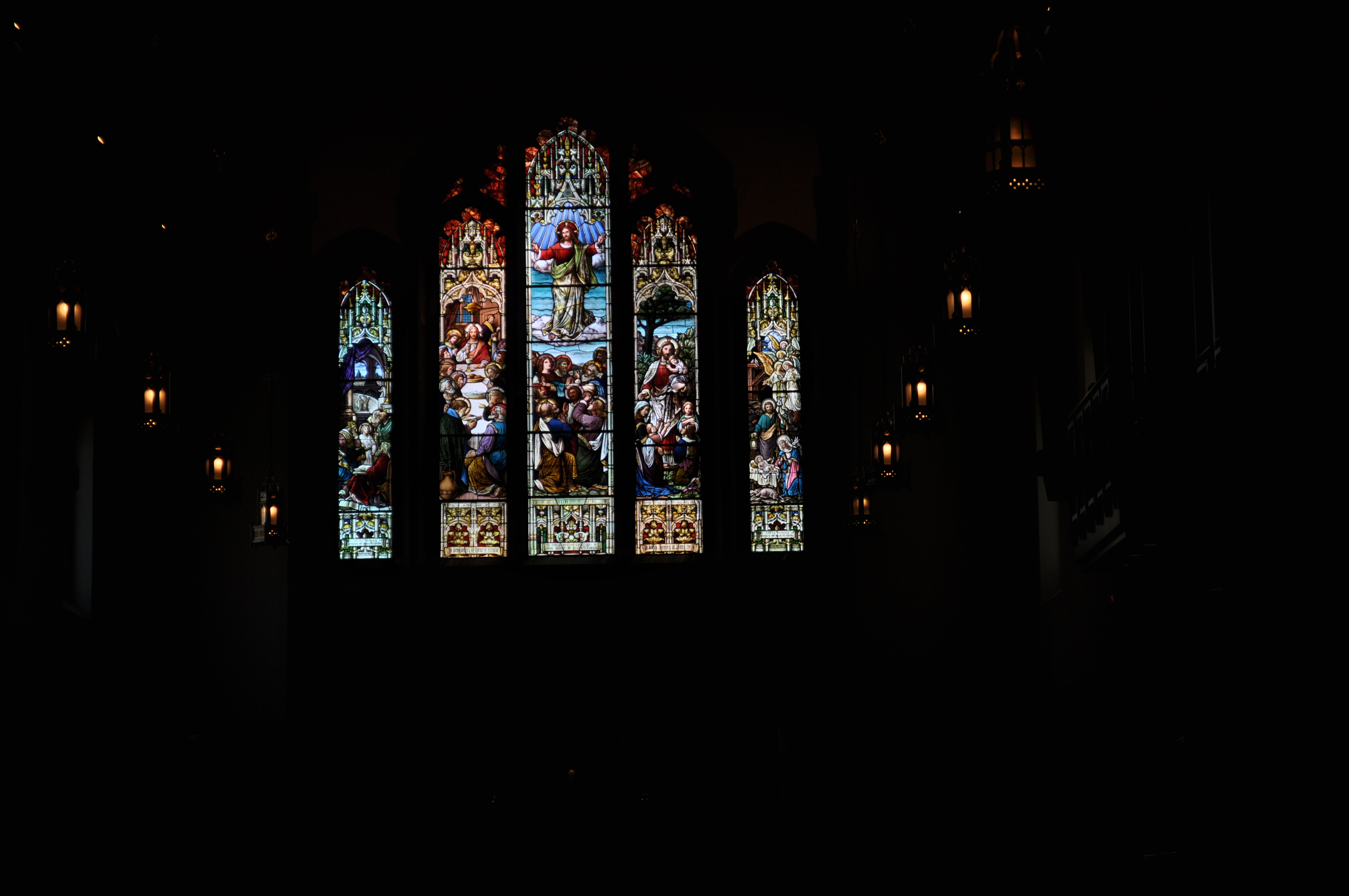
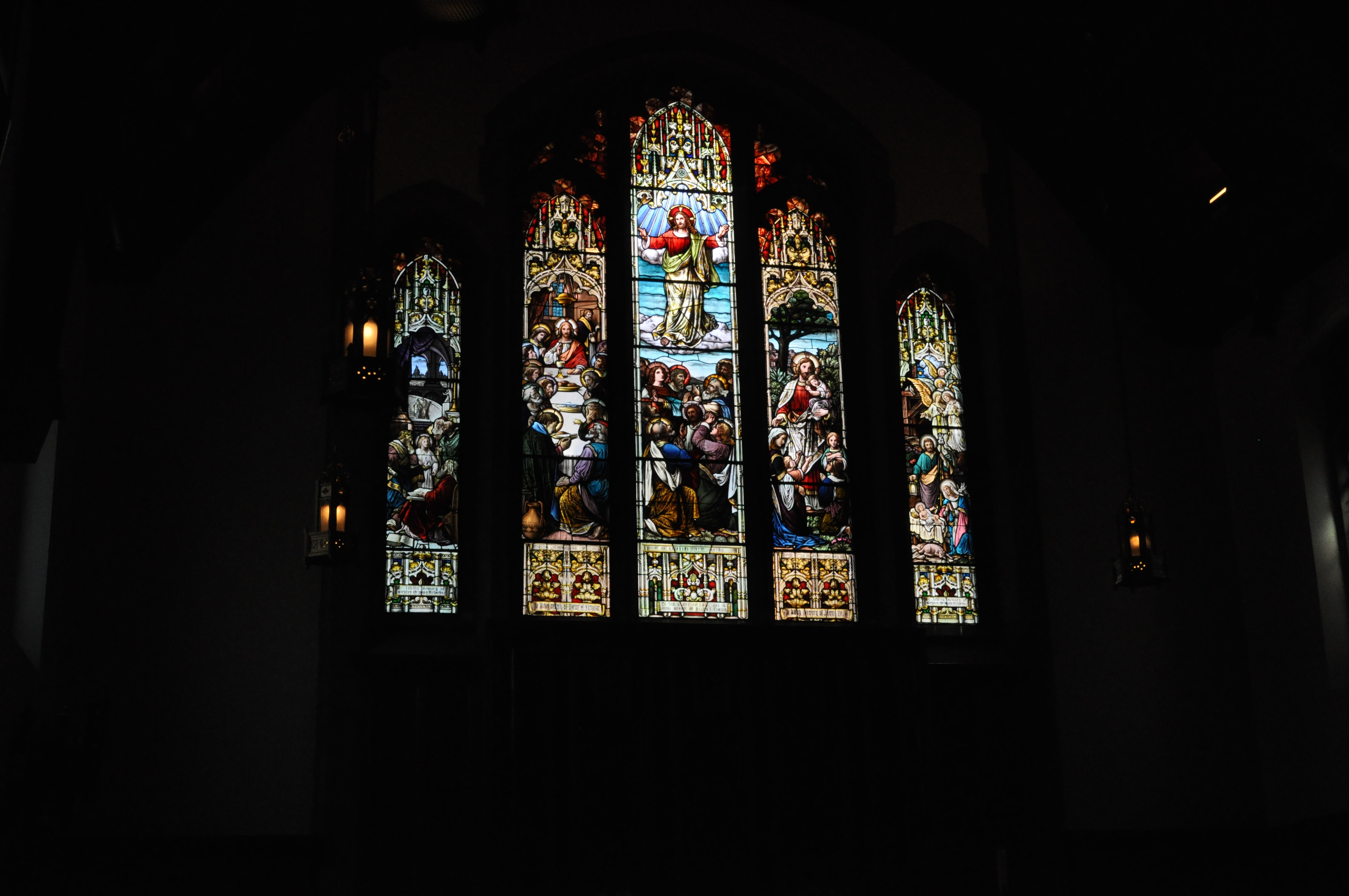
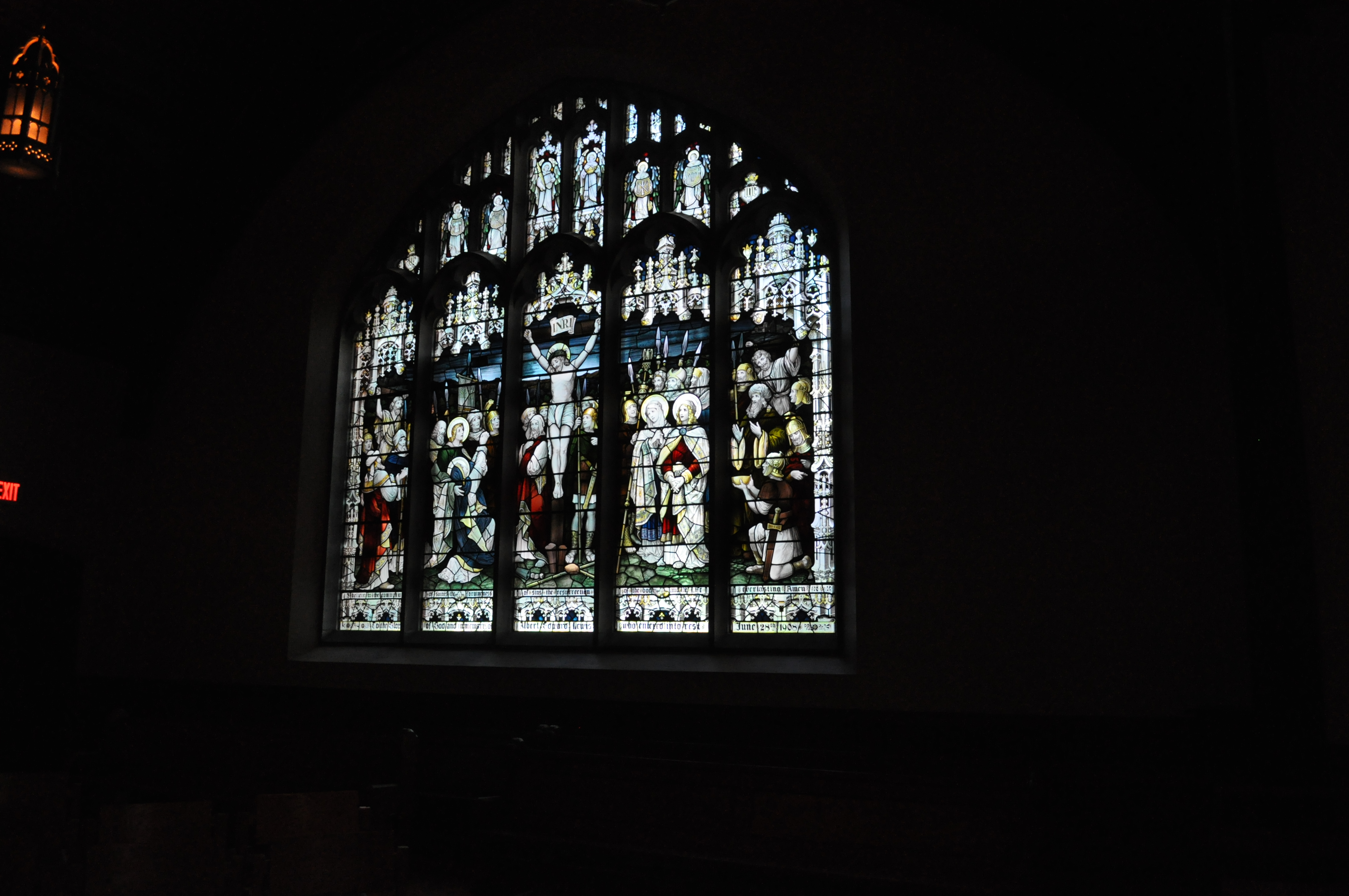
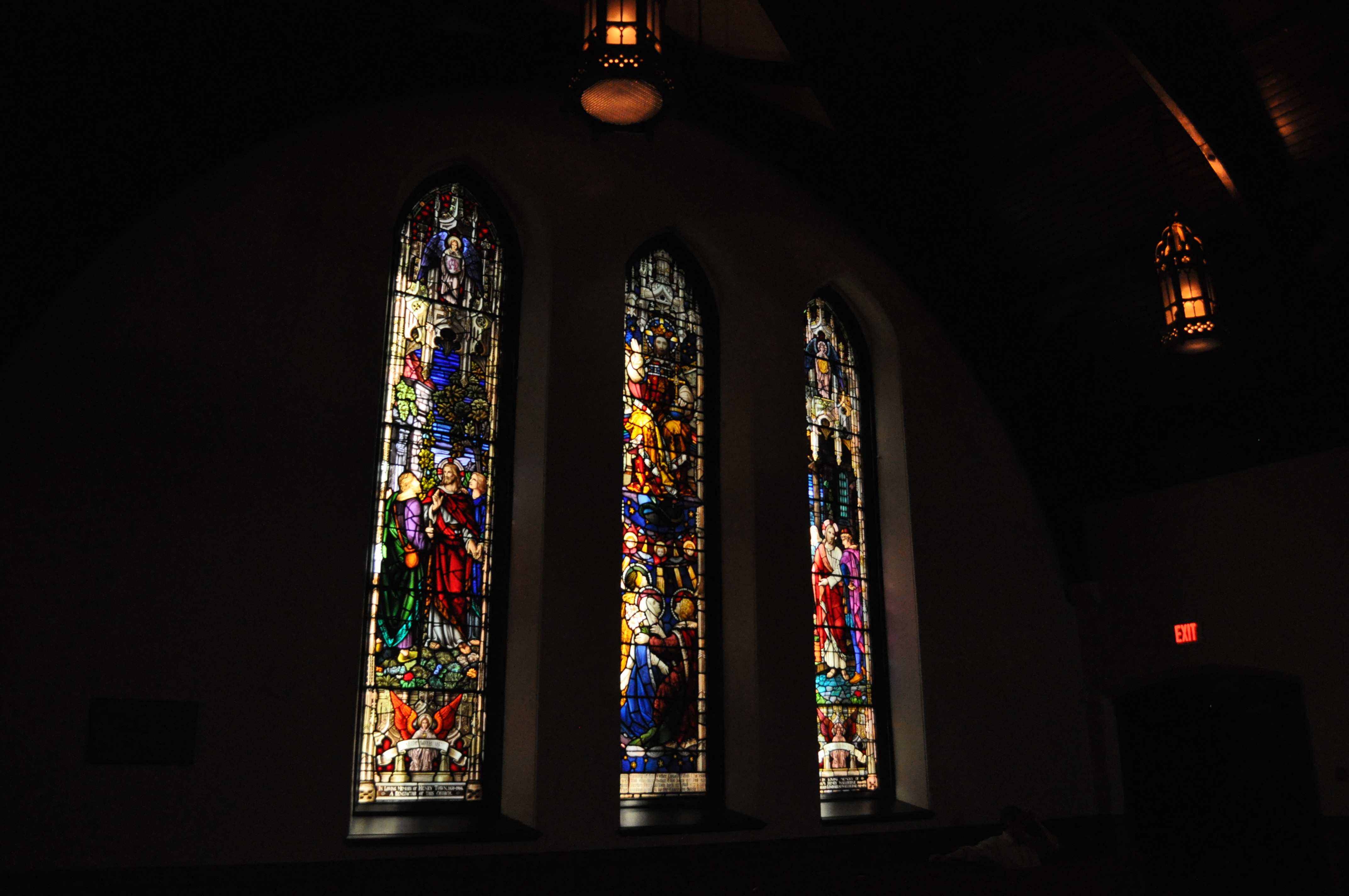
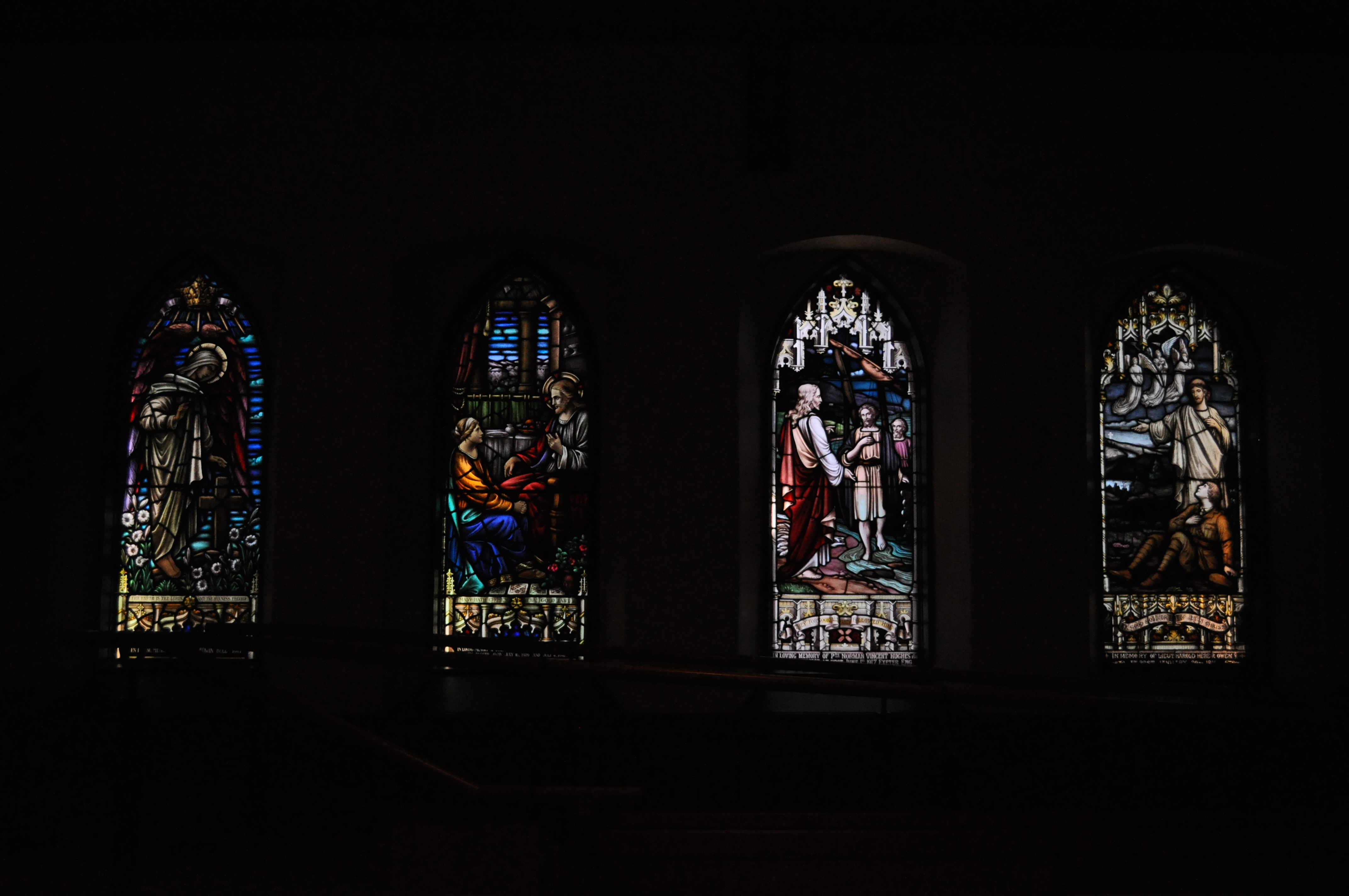
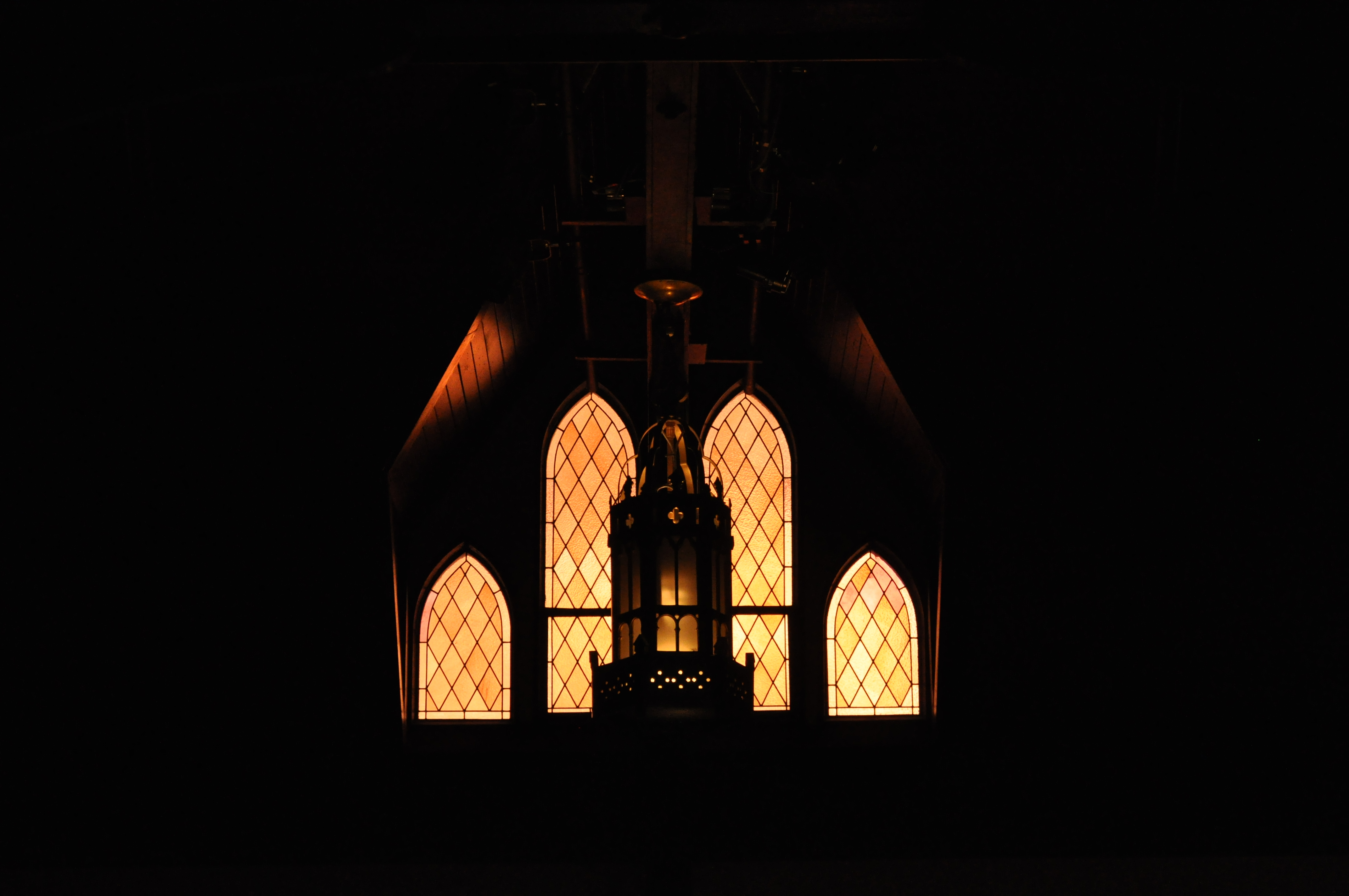
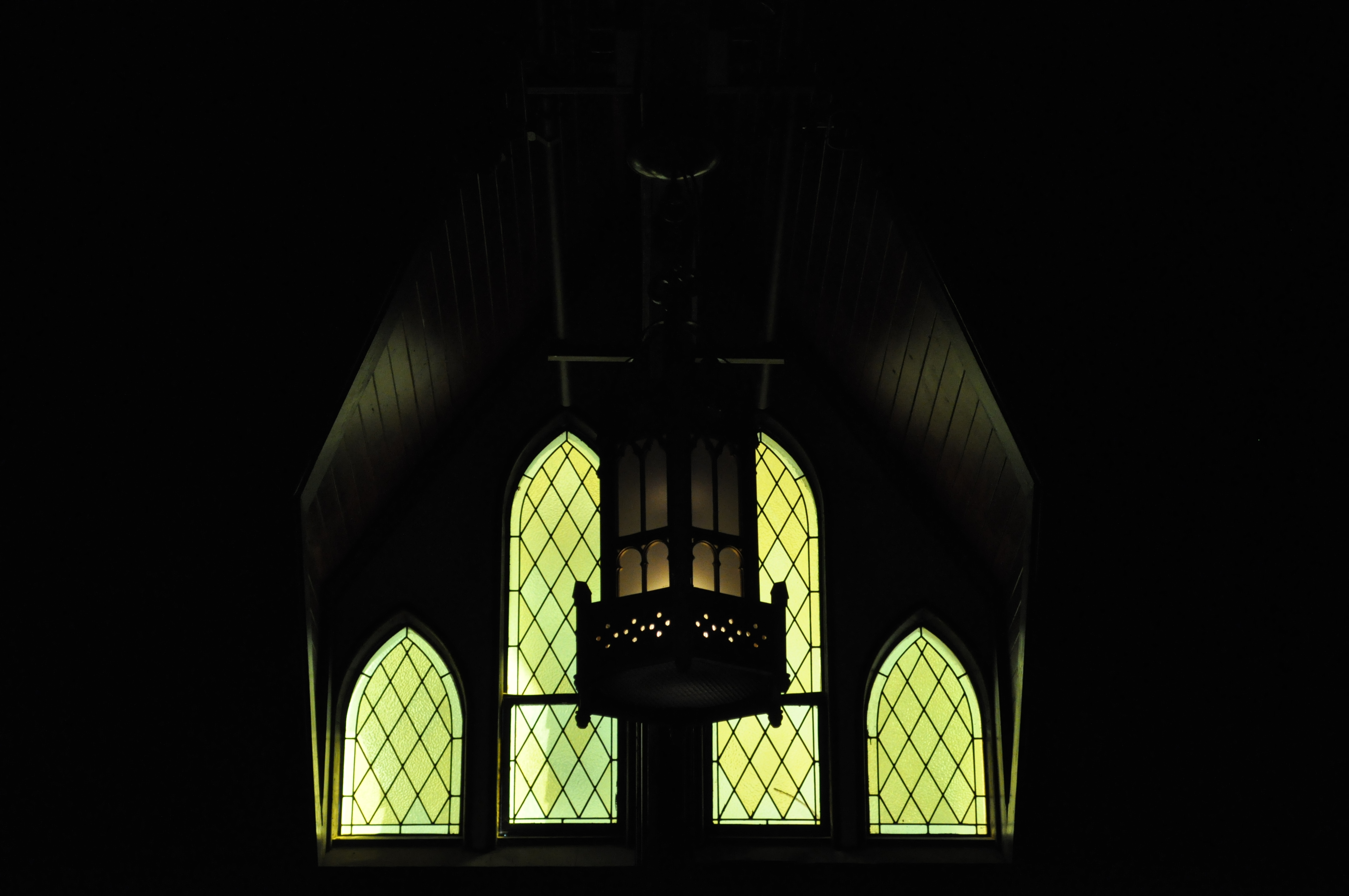
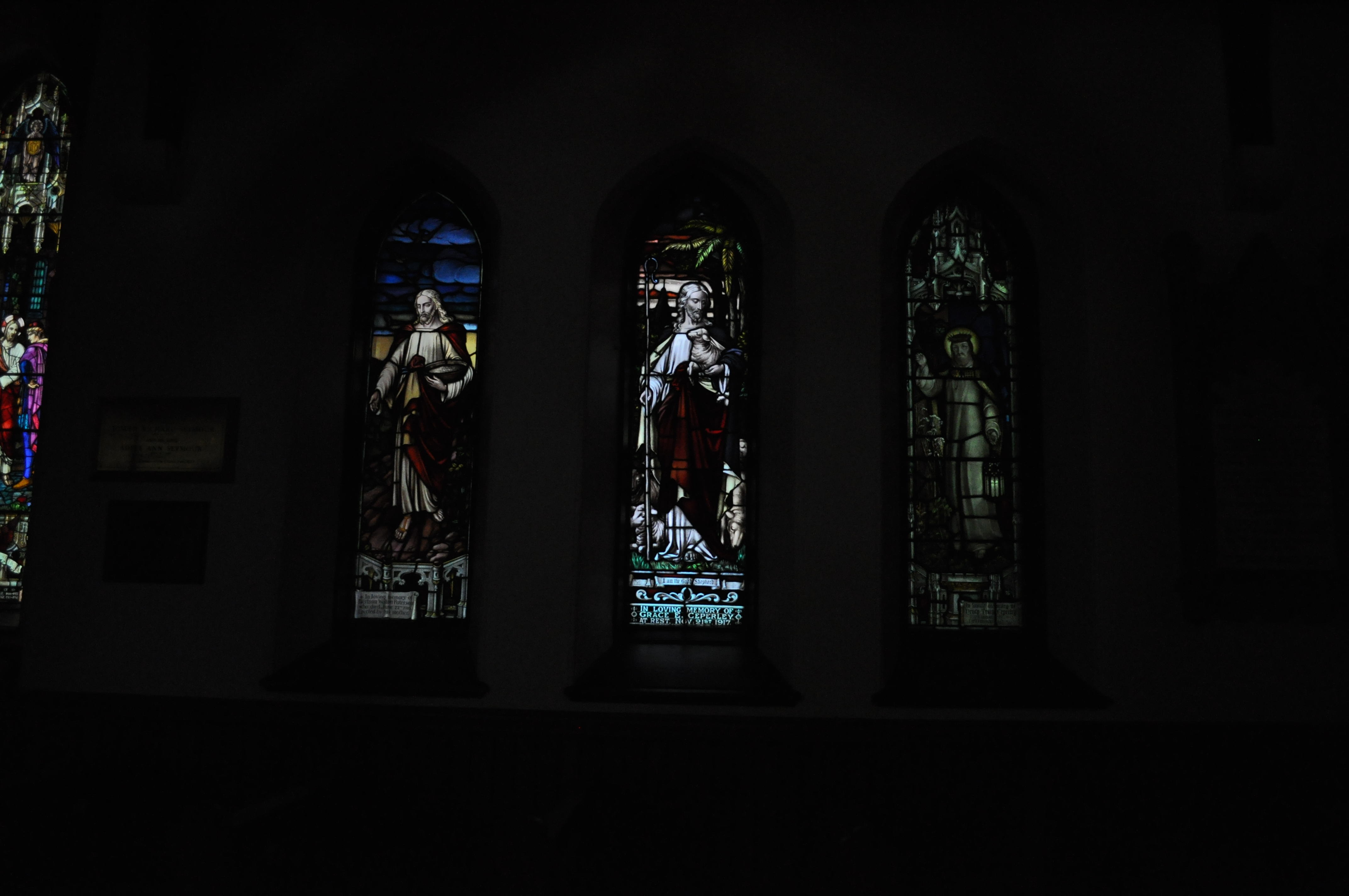
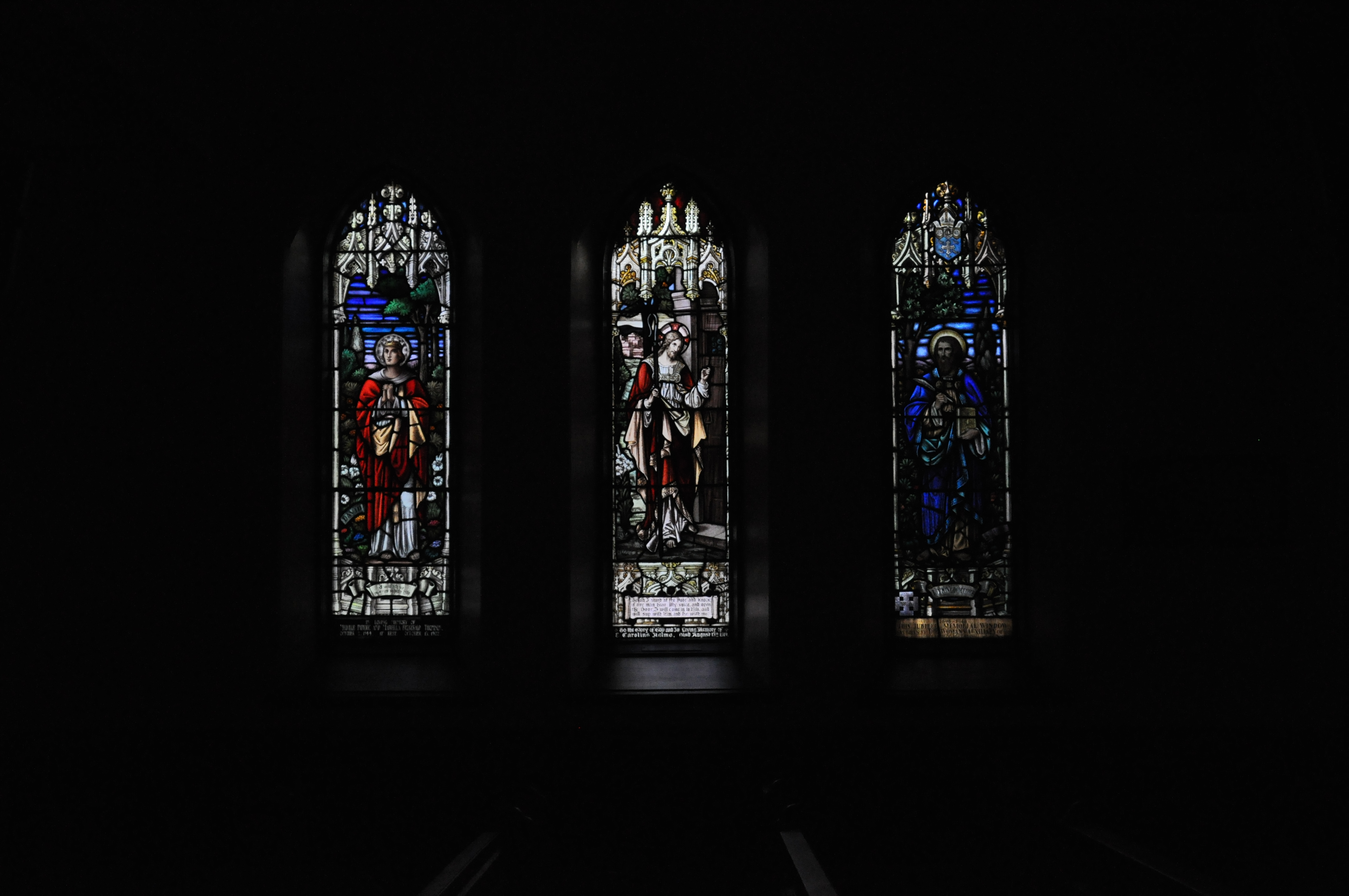
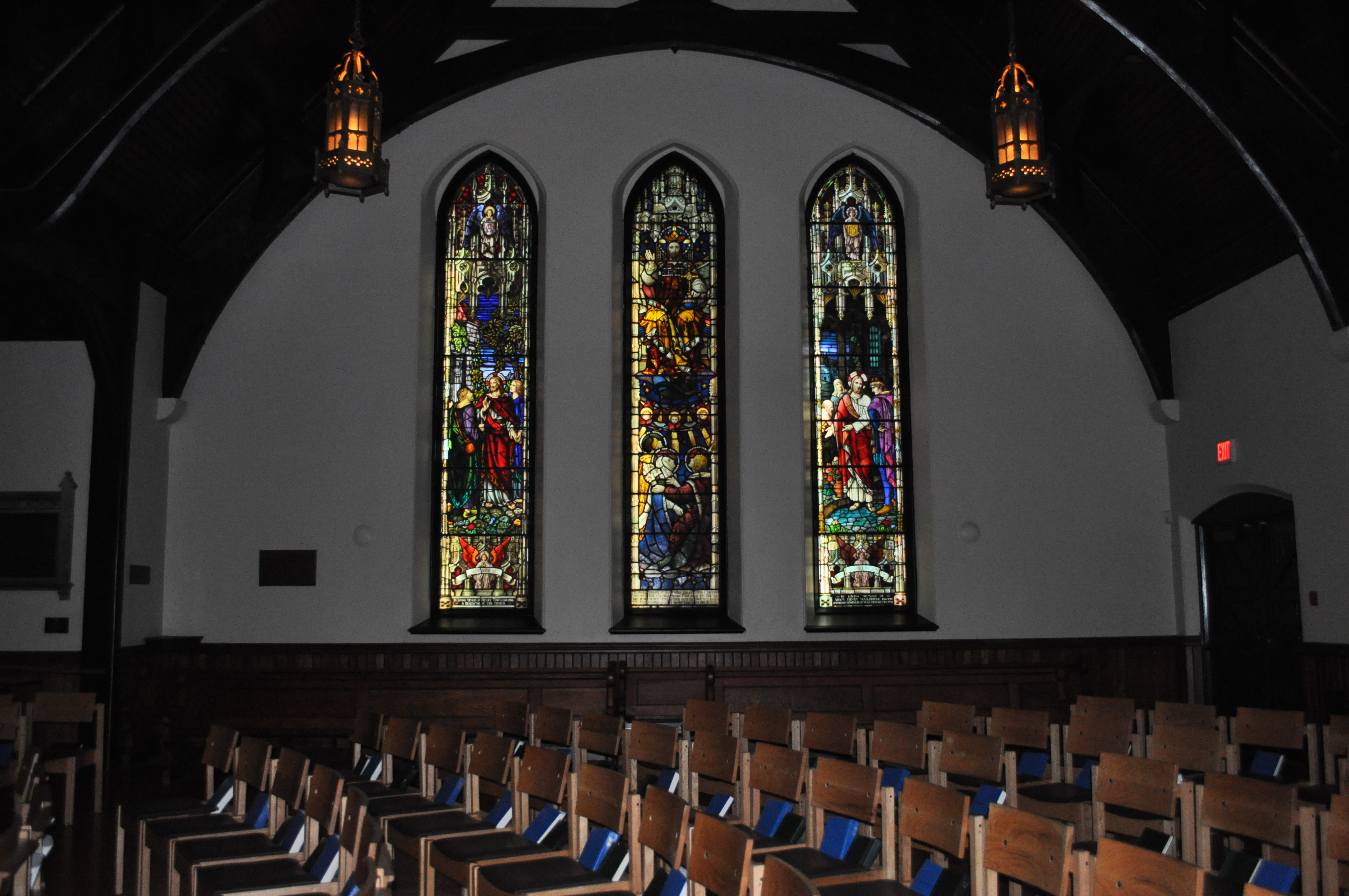
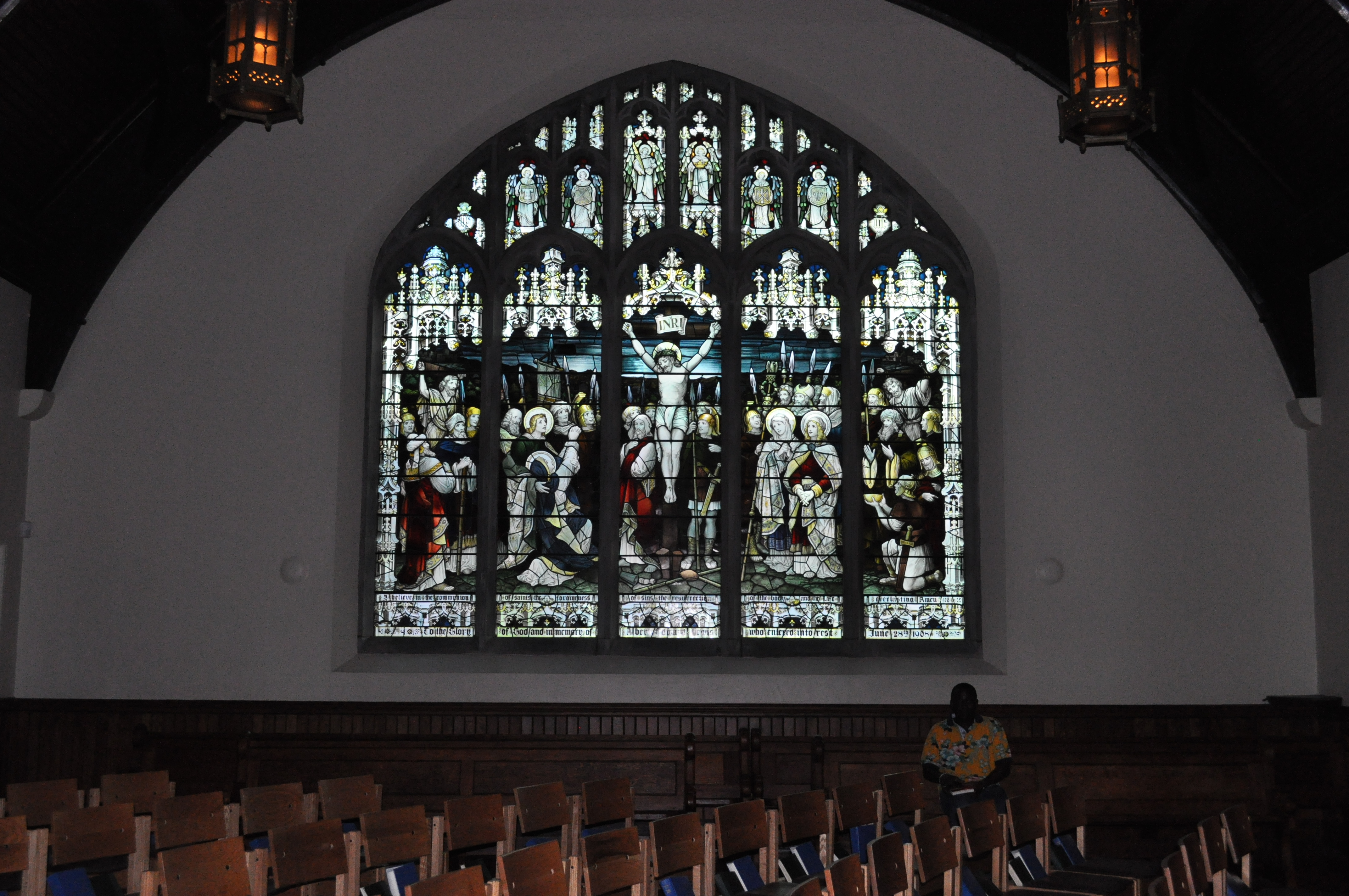
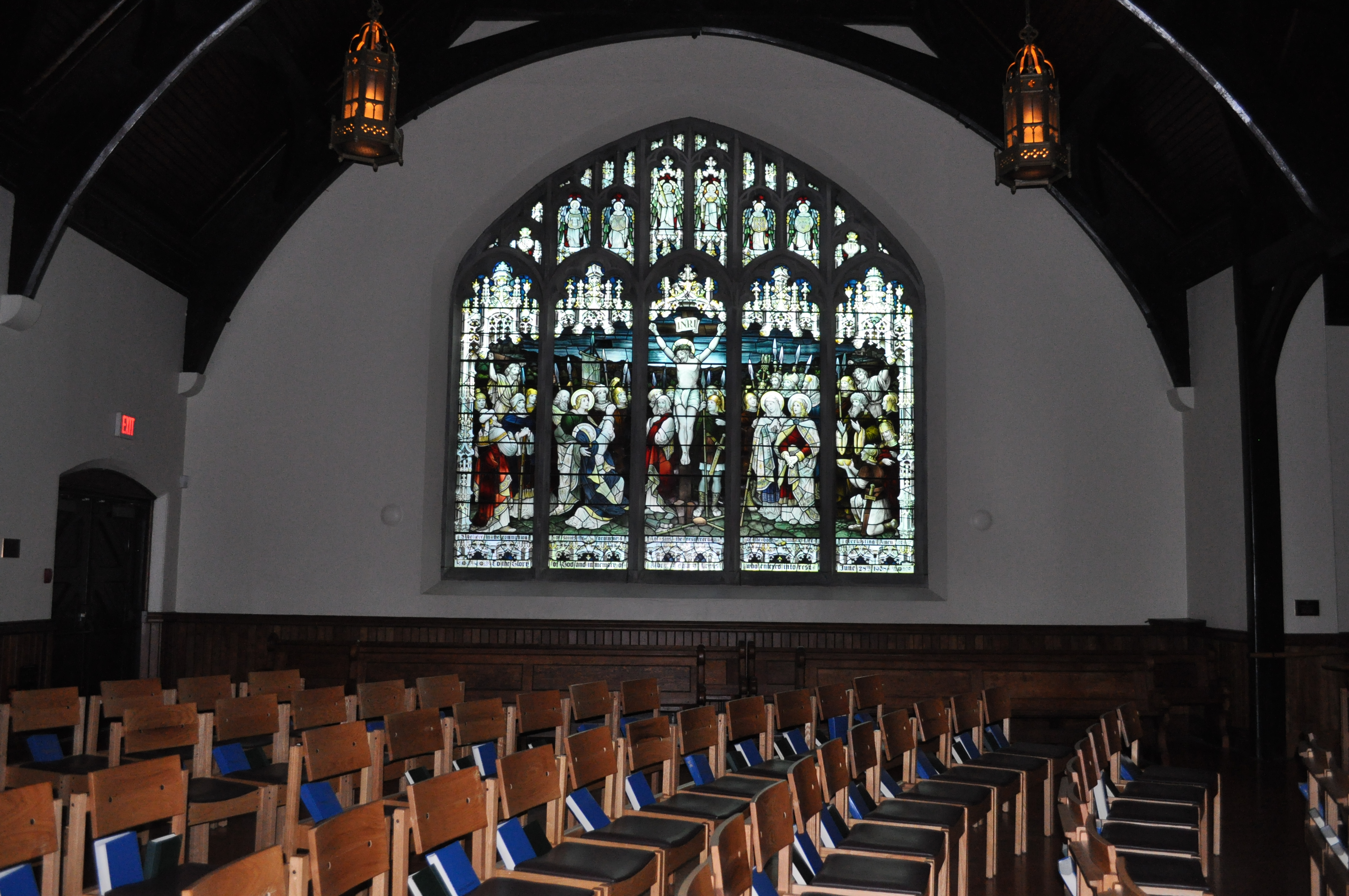
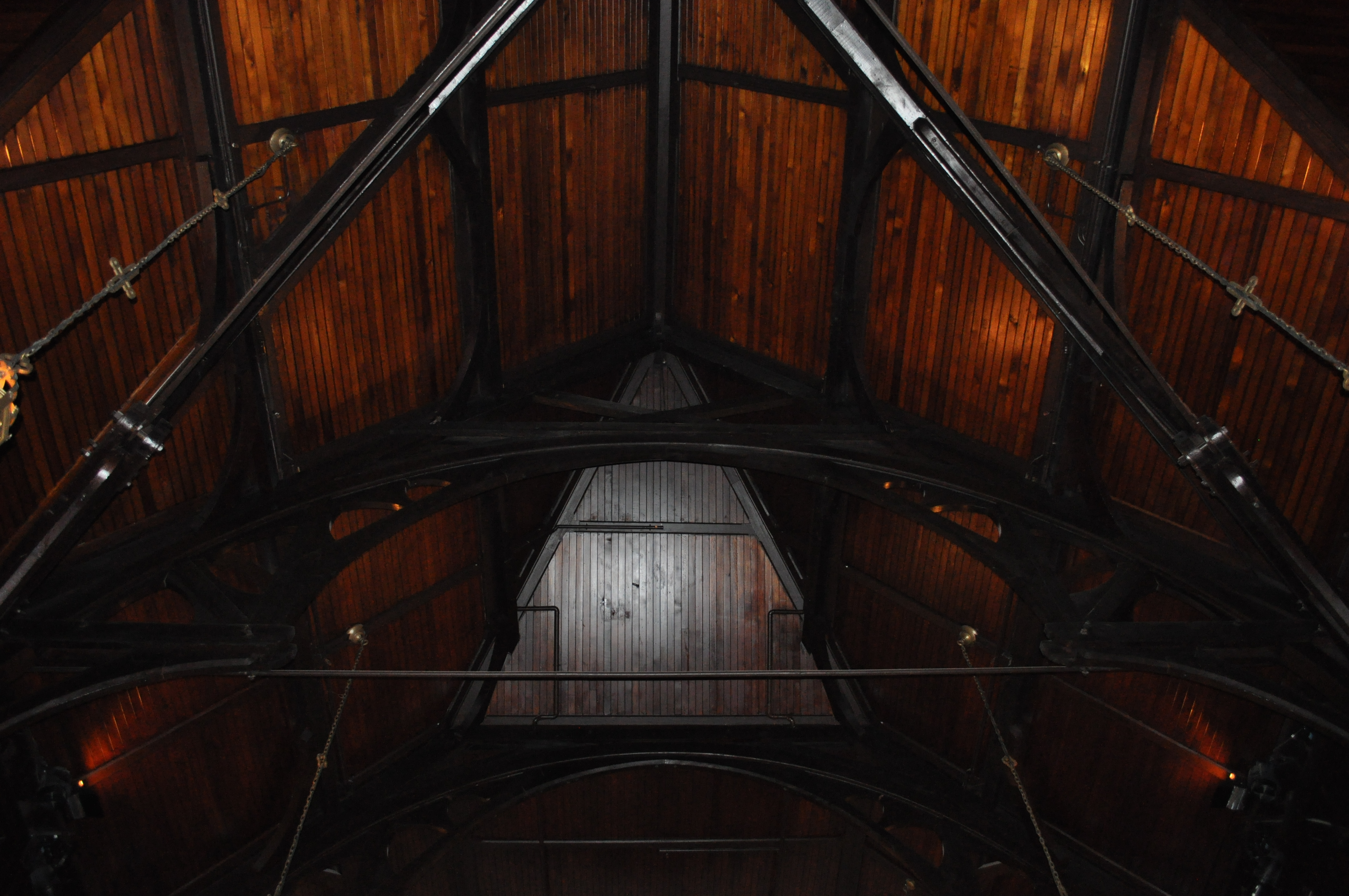
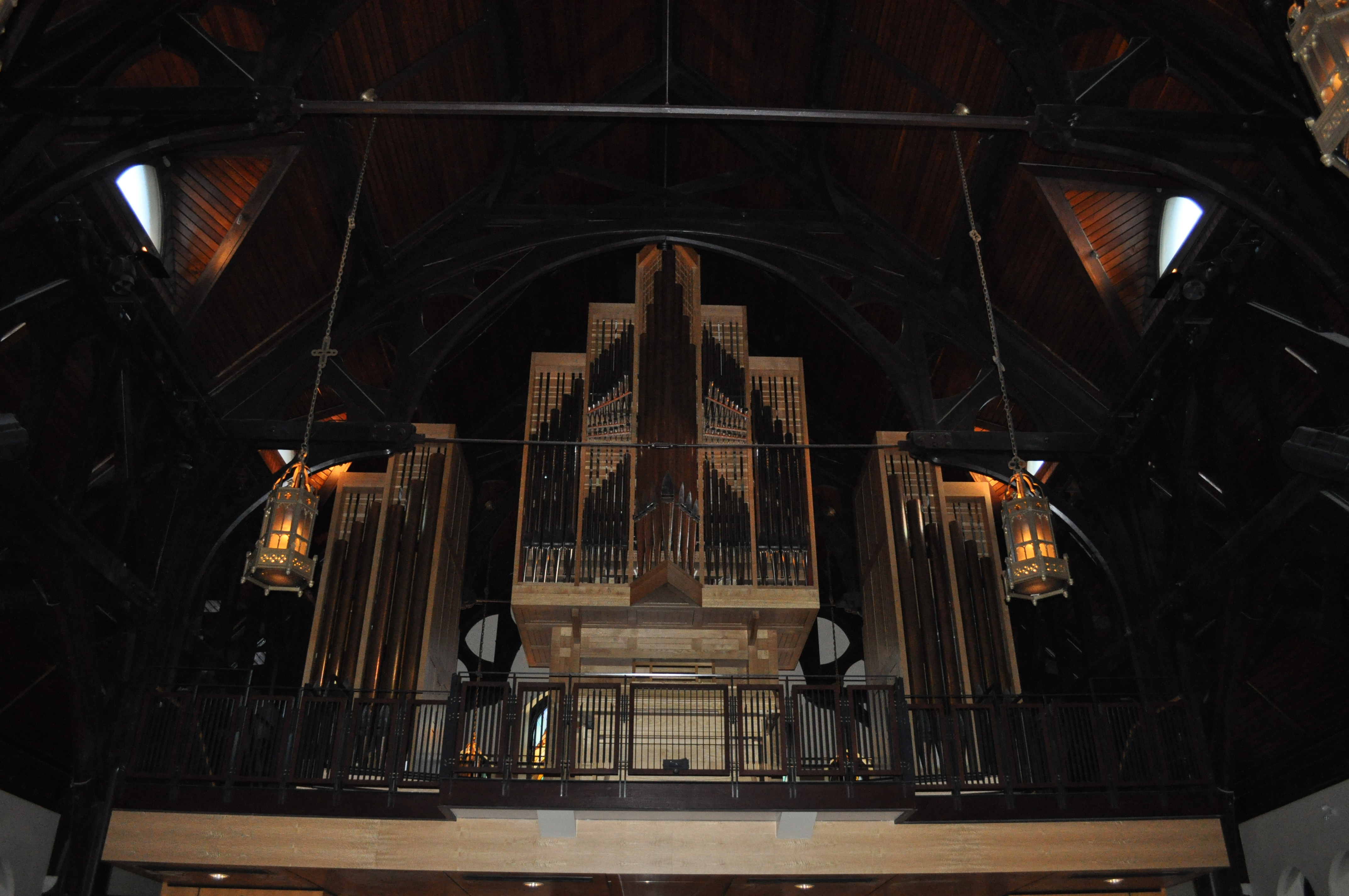